# Ampilly-les-Bordes
Ampilly-les-Bordes è un comune francese di 83 abitanti situato nel dipartimento della Côte-d'Or nella regione della Borgogna-Franca Contea. È attraversato dalla strada provinciale 971 che collega Digione a Troyes. Il suo paesaggio consiste di terreni coltivati e qualche bosco.

## Società

### Evoluzione demografica
Abitanti censiti